# Kizza Besigye
Warren Kizza Besigye Kifefe (n. Rukungiri, 22 de abril de 1956), conocido simplemente como Kizza Besigye, y apodado también "Coronel" (por su rango militar antes de abandonar el ejército), es un ex militar, médico y político ugandés. Se desempeñó como presidente del Foro para el Cambio Democrático, principal partido político de la oposición al gobierno de Yoweri Museveni y el Movimiento de Resistencia Nacional. Se presentó en las elecciones presidenciales de 2001, 2006, 2011 y 2016, quedando en todas en segundo lugar contra Museveni. En 2006, impungó los resultados de las elecciones en los tribunales, y la corte encontró fraudes masivos y privación de derechos a los votantes. En 2012 realizó una elección interna dentro de su partido para escoger a su sucesor, en caso de que fuera detenido o sufriera algún percance.
Fue ministro durante los primeros años del gobierno de Museveni, pero en la década de 1990 abandonó el régimen, acusando a Museveni de convertirse en un dictador y subvertir los principios democráticos del "Movimiento" original. Fue arrestado varias veces por las autoridades bajo cargos que fueron considerados como políticamente motivados. Besigye se opone también al fundamentalismo cristiano que ha caracterizado en los últimos años al gobierno, y rechazó tajantemente el retorno del Proyecto de Ley Antihomosexual de 2009.
En las elecciones de 2016, Besigye volvió a ser candidato presidencial del FDC, enfrentándose a Amama Mbabazi y Yoweri Museveni, el presidente de Uganda durante tres décadas. Besigye otra vez perdió contra Museveni, recibiendo solamente el 34% de los sufragios, mientras que Museveni ganó el 62%. Después de esta elección, instó a sus partidarios a protestar pacíficamente contra los resultados, alegando que el proceso electoral había sido manipulado "utilizando la intimidación de los votantes, el encarcelamiento de los opositores, el sabotaje de los mítines, la entrega tardía de material electoral, el retraso en la apertura de las elecciones Centros, falsificación de votos en centros de registro no revelados, y soborno, entre otras malas prácticas". El 11 de mayo, se difundió un vídeo en el que Besigye se declaraba presidente constitucional de Uganda y era juramentado en secreto, lo que provocó su detención.
En octubre de 2021, Kizza Besigye optó por no presentarse a la presidencia en las próximas elecciones, alegando que liderará a la oposición en el plan 'B' para lograr un cambio en el país. Se aliará con el principal oponente de Museveni, Bobi Wine, para ayudarlo a ganar las elecciones de 2021.